# Cle Kooiman
Pour les articles homonymes, voir Kooiman.
Cle Kooiman né le 4 juillet 1963 à Ontario, Californie, est un footballeur américain qui occupe le poste d'entraîneur adjoint de l'équipe des États-Unis des moins de 20 ans.

## Carrière
Kooiman joue jusqu'à l'âge de 19 ans pour le club de San Diego State University. En 1982, il est nommé dans l'équipe type du Far West.
Lors de cette même année, il commence sa carrière professionnelle en jouant pour les Los Angeles Lazers, dans le championnat de football en salle.
En 1989, Kooiman commence sa véritable carrière professionnelle aux California Kickers. Il signe aux San Diego Nomads en 1990.
À la fin de cette année, Cle migre dans le championnat mexicain, à Juarez, avant de changer une nouvelle fois de club et de signer à Cruz Azul, équipe dans laquelle il devient le premier capitaine de nationalité américaine dans une équipe mexicaine. En 1994, il part à Morelia.
En 1996, la nouvelle MLS est établie et « distribue » des joueurs dans les clubs américains et Kooiman se voit attribuer Tampa Bay Munity. Il joue deux saisons dans ce club, mais à la fin de 1997, il est sélectionné parmi les joueurs devant être transférés dans d'autres clubs. Miami Fusion le choisit pour les rejoindre et joue une seule saison avant de prendre sa retraite, âgé de 35 ans.
Kooiman était connu pour être un rugueux défenseur. En 1997, il fut le deuxième joueur qui avait commis le plus grand nombre de fautes, 68 en 27 matchs. Cette même saison, il fut expulsé deux fois.

## Équipe nationale
Cle obtint sa première sélection en 1993. Il joua ensuite douze fois pour les USA, marqua un but et participa à la World Cup 94.

## Carrière d'entraîneur
Depuis son retrait du football professionnel, Kooiman a été nommé directeur de l'équipe de Alta Loma Club. En 2006, il entraîna les moins de 13 ans féminines du FC Arsenal.

## Sources
- (en) Cet article est partiellement ou en totalité issu de l’article de Wikipédia en anglais intitulé « Cle Kooiman » (voir la liste des auteurs).